# Пахитена

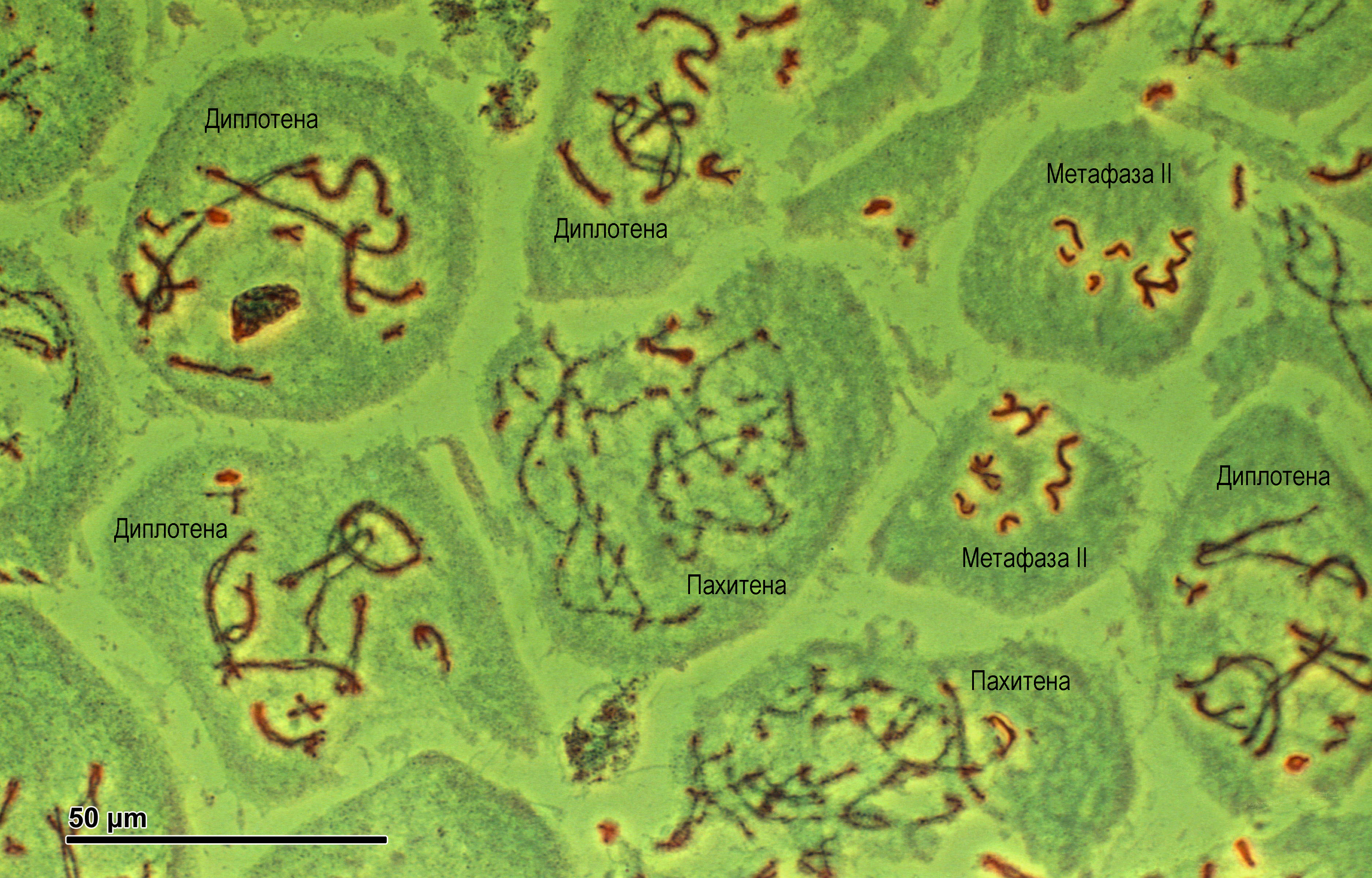
Различные стадии мейоза (пахитена, диплотена, метафаза II) при сперматогенезе у саранчи

В пахитене завершается формирование синаптонемного комплекса между гомологичными хромосомами. Центральный элемент и белки SYCP1, SYCP3 являются компонентами синаптонемного комплекса.

Пахитена, или пахинема (греч. πάχους — толстый и νήμα — нить) — это одна из стадий профазы первого деления мейоза, называемая также стадией толстых нитей, во время которой завершается формирование синаптонемного комплекса между гомологичными хромосомами, и происходит кроссинговер. Пахитене предшествуют такие стадии профазы I мейоза, как лептотена (стадия тонких нитей) и зиготена. После неё следует диплотена и диакинез.
Термин «пахитена» наряду с «лептотена» и «диплотена» впервые использовал бельгийский цитолог Ганс фон Винивартер (Hans von Winiwarter) в 1900 году.
Конъюгирующие гомологичные хромосомы, каждая из которых состоит из двух хроматид, образуют на стадии пахитены биваленты, число которых соответствует гаплоидному числу хромосом. К концу этой стадии мейоза биваленты укорачиваются и утолщаются, составляя около ¼ длины хромосомы в лептотене. Характерной чертой пахитены является чётко выраженная хромомерная структура хромосом. В пахитене строго выявляется индивидуальность каждого хромомера, что позволило создать цитологические карты пахитенных хромосом для некоторых видов и использовать их для цитогенетического анализа (так называемый пахитенный анализ). Пахитена характеризуется заметным увеличением ядра и ядрышка. Пахитена у животных является одной из самых длительных фаз мейоза. 
На стадии пахитены могут быть выявлены хромосомные перестройки всех типов (делеции, дупликации, инверсии, транслокации). Подобный анализ был впервые проведён Барбарой Мак-Клинток в 1930 году при изучении хромосомных перестроек у кукурузы. Обнаружение хромосомных нарушений на стадии пахитены связано с характерными особенностями конъюгации хромосом, состоящими в том, что в профазе мейоза хромосомы конъюгируют гомологичными локусами, то есть происходит синапсис не хромосом в целом, а отдельных гомологичных локусов. 